# Base de dades bibliogràfica
Una base de dades bibliogràfica és una base de dades de registres bibliogràfics, una col·lecció digital organitzada de referències a la literatura publicada, incloent articles de revistes i diaris, actes de conferències, informes, publicacions governamentals i legals, patents, llibres, etc. En contrast amb les entrades del catàleg de la biblioteca, una gran part dels registres bibliogràfics de les bases de dades bibliogràfiques descriuen els articles, ponències, etc., en lloc de monografies completes, i en general contenen unes descripcions prou amples en forma de paraules clau, termes de classificació de tema, o resums.
Una base de dades bibliogràfica pot ser d'un abast general o bé cobrir una disciplina acadèmica específica, com la informàtica. Un nombre significatiu de bases de dades bibliogràfiques segueixen sent privades, disponibles mitjançant una llicència dels venedors, o directament (i només) de la indexació i dels resum dels serveis que ells creen.
Moltes bases de dades bibliogràfiques evolucionen a biblioteques digitals, que proporcionen el text complet dels continguts indexats. Altres convergeixen amb bases de dades acadèmiques no bibliogràfics per a motors de cerca més complets, per a una disciplina acadèmica en concret, com Chemical Abstracts o Entrez.